# Buchenau (Dautphetal)
Buchenau is een plaats in de gemeente Dautphetal in de Duitse deelstaat Hessen.
De plaats wordt getypeerd door de rivier de Lahn die erdoor stroomt, het oude dorpscentrum met vakwerkhuizen met de kerk aan de rand ervan en de bebouwing van de valleihellingen met uitstekende "Hochhäusern".

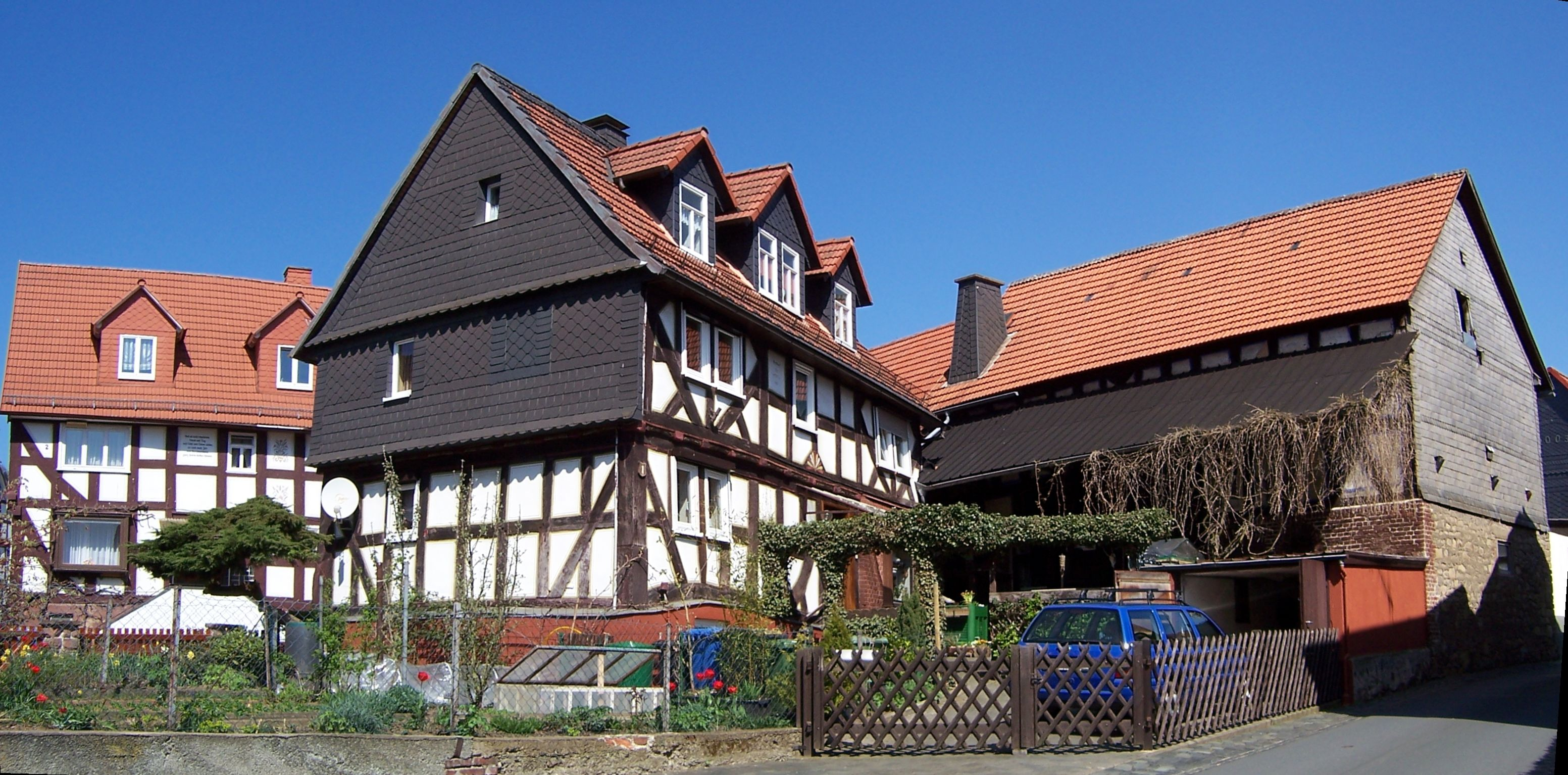
Vakwerkhuizen in Buchenau

Allendorf · Buchenau · Damshausen · Dautphe · Elmshausen · Friedensdorf · Herzhausen · Holzhausen · Hommertshausen · Mornshausen · Silberg · Wolfgruben